# Лукашов Михайло Трохимович
Михайло Трохимович Лукашов (6 листопада 1917, село Уланове, тепер Глухівського району Сумської області — 18 вересня 1985) — український радянський діяч, один із організаторів партизанського руху на Сумщині, 1-й секретар Охтирського районного комітету КП(б)У Сумської області, 1-й секретар Щорського районного комітету КПУ Чернігівської області. Депутат Верховної Ради УРСР 2-го скликання.

## Життєпис
Народився у селянській родині. Закінчив неповну середню (семирічну) школу. У 1931 році вступив до комсомолу. Після закінчення школи навчався у Конотопському технікумі шляхів сполучення Сумської області.
У 1939—1941 роках — голова Уланівської сільської ради; помічник 1-го секретаря районного комітету КП(б)У і завідувач військового відділу Червоного районного комітету КП(б)У Сумської області.
Член ВКП(б) з 1940 року.
Під час німецько-радянської війни — один із організаторів партизанського руху на Сумщині. З 1941 року — комісар партизанського загону Червоного району, потім — територіальний секретар Сумського підпільного обласного комітету КП(б)У і заступник начальника оперативної групи по керівництву партизанським рухом на Сумщині. У боях був неодноразово поранений.
У 1943—1944 роках — 1-й секретар Путивльського районного комітету КП(б)У Сумської області.
У 1944—1949 роках — 1-й секретар Охтирського районного комітету КП(б)У Сумської області.
На 1958 рік — голова виконавчого комітету Бахмацької районної ради депутатів трудящих Чернігівської області. До 1960 року — голова виконавчого комітету Срібнянської районної ради депутатів трудящих Чернігівської області.
У 1960—1970 роках — 1-й секретар Щорського районного комітету КПУ Чернігівської області.
Потім — начальник бюро праці в місті Чернігові.
Автор книг спогадів «Партизанскими тропами», «По тылам врага».

## Нагороди
- два ордени Леніна (,23.01.1948)
- два ордени Трудового Червоного Прапора (26.02.1958,)
- орден Вітчизняної війни 1-го ст.
- орден Вітчизняної війни 2-го ст. (6.04.1985)
- медалі